# Sindmus
De sindmus (Passer pyrrhonotus) is een zangvogel uit de familie van mussen (Passeridae).

## Verspreiding en leefgebied
Deze soort komt voor van zuidoostelijk Iran tot Pakistan en noordwestelijk India.

De verspreiding van de sindmus